# Herman de Man (schrijver)
Herman de Man, geboren als Salomon Herman (Sal) Hamburger (Woerden, 11 juli 1898 - Schiphol, 14 november 1946), was een Nederlands schrijver van voornamelijk literaire streekromans. In België gebruikte hij voor het eerst Herman de Man als pseudoniem. Bij Koninklijk Besluit van 9 september 1943 veranderde zijn geslachtsnaam officieel in De Man.

## Leven en werk

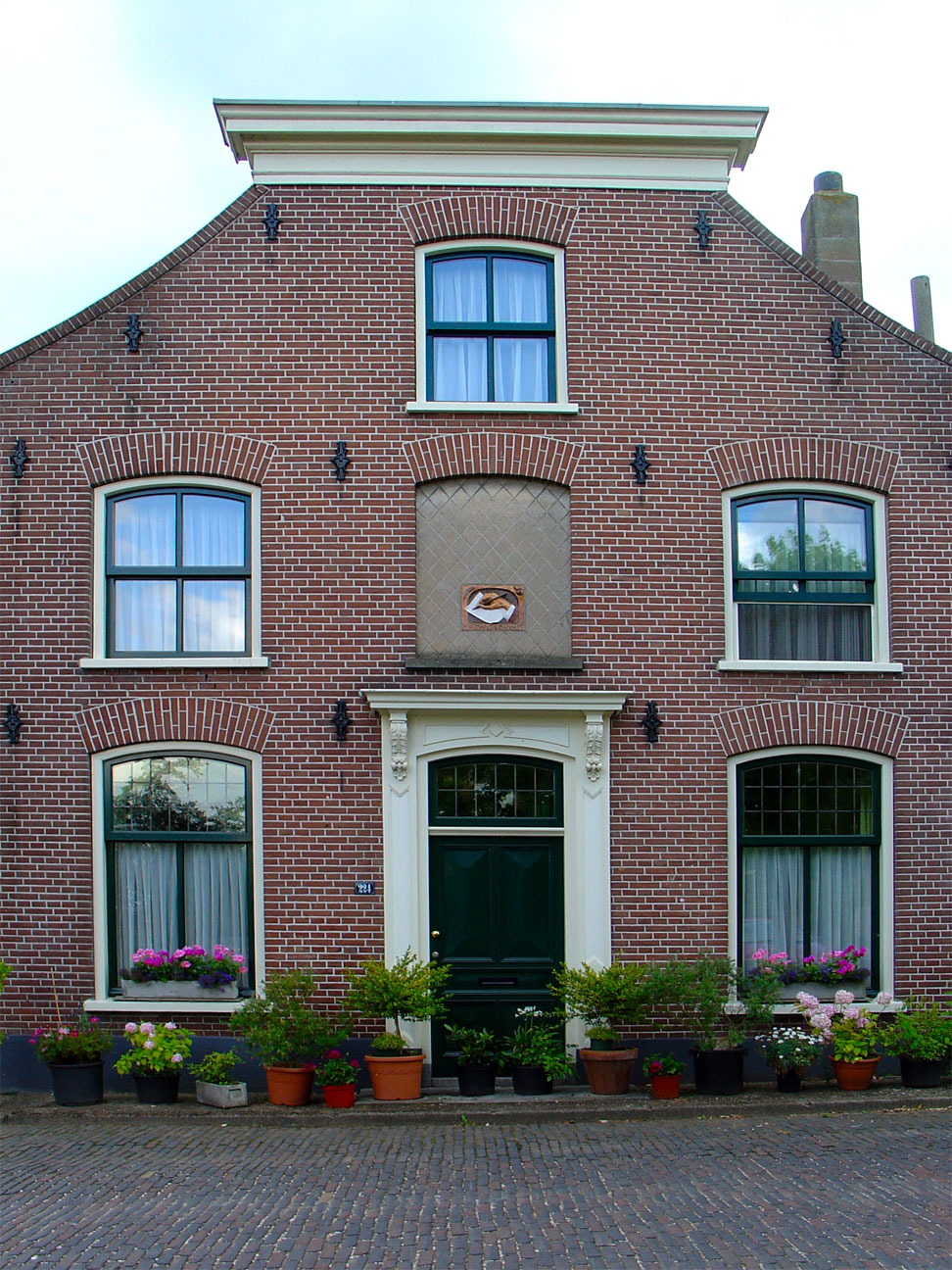
De ouderlijke woning van de schrijver in Benschop, thans het Herman de Manhuis

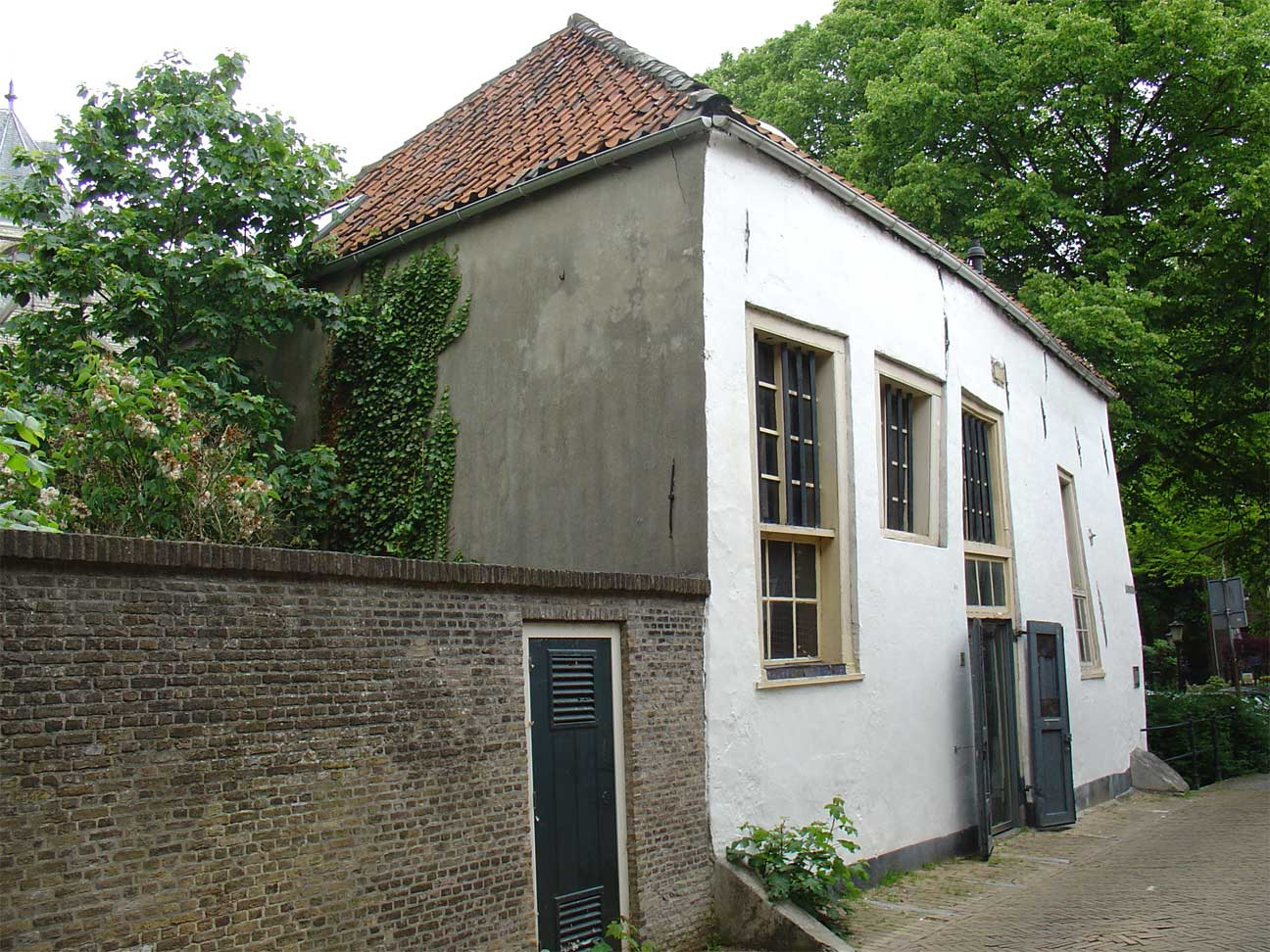
Het Tapijthuis in Gouda, waar de vader van de schrijver, Herman Salomon Hamburger, een venduhuis dreef

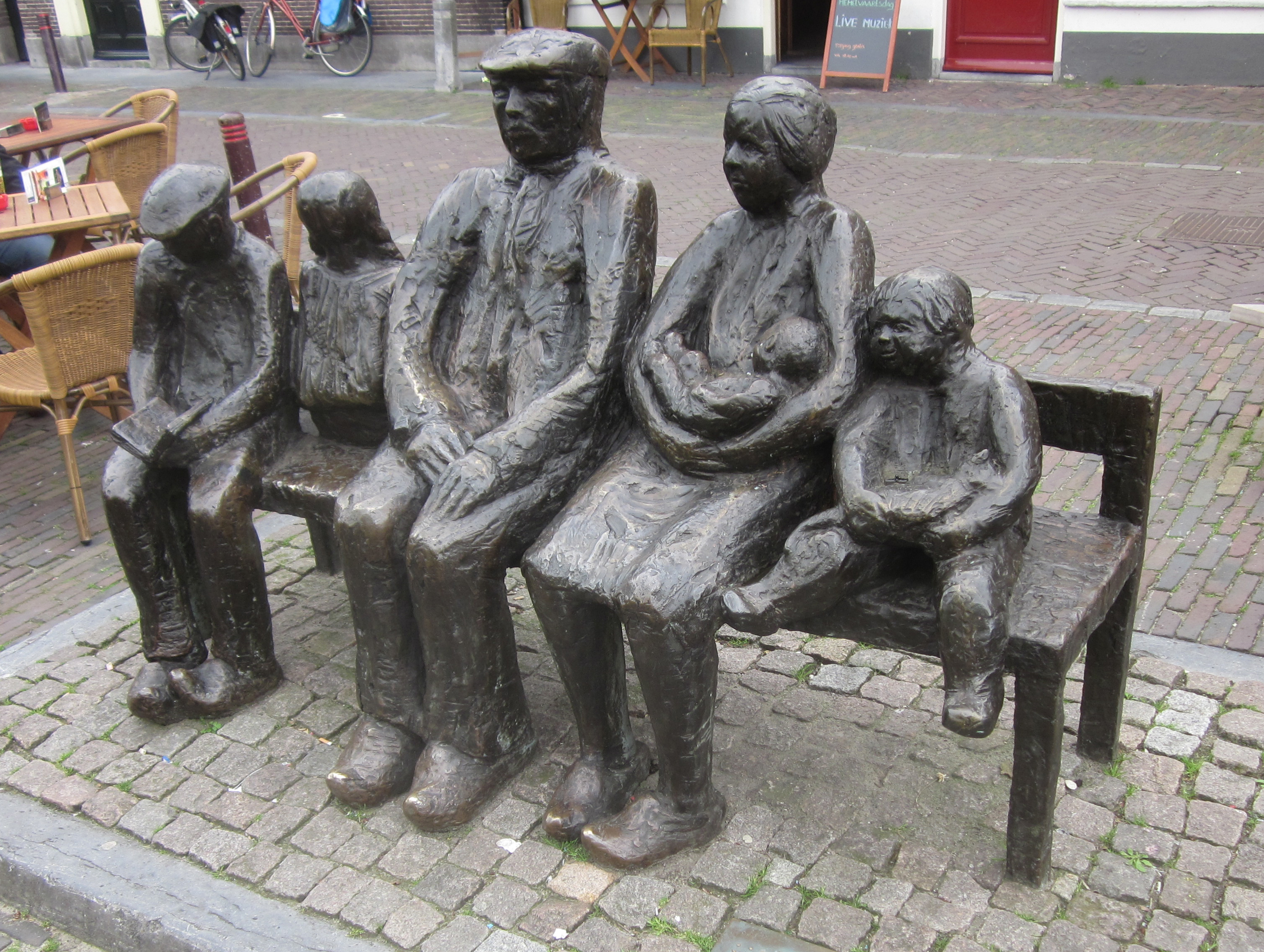
Boerenfamilie uit een werk van De Man. Beeld gemaakt door Ineke van Dijk in Oudewater.

De Man, zoon van koopman Herman Salomon Hamburger en Sara Cohen Schavrien, groeide op in de Lopikerwaard en omgeving. Zijn ouderlijk gezin woonde achtereenvolgens in Woerden, Polsbroekerdam, Benschop, Oudewater en Gouda.
In 1919 vluchtte hij - beschuldigd van diefstal - naar België, waar hij journalist werd. Tijdens de Tweede Wereldoorlog was hij tijdelijk verbonden aan Radio Oranje en later had hij de leiding van de omroep op Curaçao. Tijdens steeds strenger wordende censuur die het Nederlands onderwijs trof tijdens de bezettingsjaren, werden al zijn boeken op last van het departement van Onderwijs, Wetenschap en Cultuurbescherming in september 1942 geplaatst op de lijst van verboden lesmiddelen. Bij terugkeer in Nederland bleken zijn vrouw en vijf kinderen door de nazi's weggevoerd en vermoord te zijn.
De Man verongelukte op 14 november 1946 bij een derde mislukte landingspoging van een Douglas C-47 van de KLM. Het vliegtuig raakte na een koerscorrectie met een vleugel de grond en stortte neer. Alle 21 passagiers en de 5 bemanningsleden kwamen om het leven. De Man werd begraven op de Rooms-katholieke begraafplaats Oudewater. Zijn graf werd in 2019 gerestaureerd.
Diverse van zijn romans zijn gesitueerd in de plaatsen waar hij opgroeide. Ook zijn roman Het wassende water uit 1925, waarvan de dertigste druk in 1991 verscheen, is gesitueerd in de Lopikerwaard. Het boek verkreeg ruime bekendheid, mede doordat de NCRV er in 1986 een achtdelige televisieserie van maakte: zes miljoen kijkers bekeken in dat jaar deze serie. Ze werd daarna meerdere malen herhaald, voor het laatst in 2011.

## Eerbetoon
- 1927 - C.W. van der Hoogtprijs voor Het wassende water.
- 1938 - Tollensprijs voor zijn gehele oeuvre.

## Werk (selectie)
- De barre winter van negentig (1e druk 1936, herdruk 1998) ISBN 90-75323-39-5
- Rijshout en rozen (1e druk 1924, 11e druk 1992) ISBN 90-205-2144-6
- Het wassende water (1e druk 1925, 30e druk 1991) ISBN 90-205-2165-9
- Van winter tot winter (1e druk 1925, herdruk 1990) ISBN 90-73455-01-4
- Aardebanden (1e druk 1922, herdruk 1982)
- Maria en haar timmerman (1e druk 1932)
- Zonen van de Paardekop (1e druk 1939, 3e druk 1978) ISBN 90-214-7422-0
- Geiten (1e druk 1940, 3e druk 1978) ISBN 90-214-7421-2
- Heilig Pietje de Booy (1e druk 1940, 6e druk 1976) ISBN 90-214-1285-3
- Kapitein Aart Luteyn & Aart Luteyn de andere (1e druk 1936 resp. 1938, 5e resp. 2e druk 1976) ISBN 90-214-1286-1
- De koets (1e druk 1937, 2e druk 1975) ISBN 90-214-1284-5
- Stoombootje in de mist & Scheepswerf de Kroonprinces (1e druk 1933 resp. 1936, 9e druk 1975) ISBN 90-214-1283-7
- De Kleine Wereld (1e druk 1932); hoorspel

## Externe links

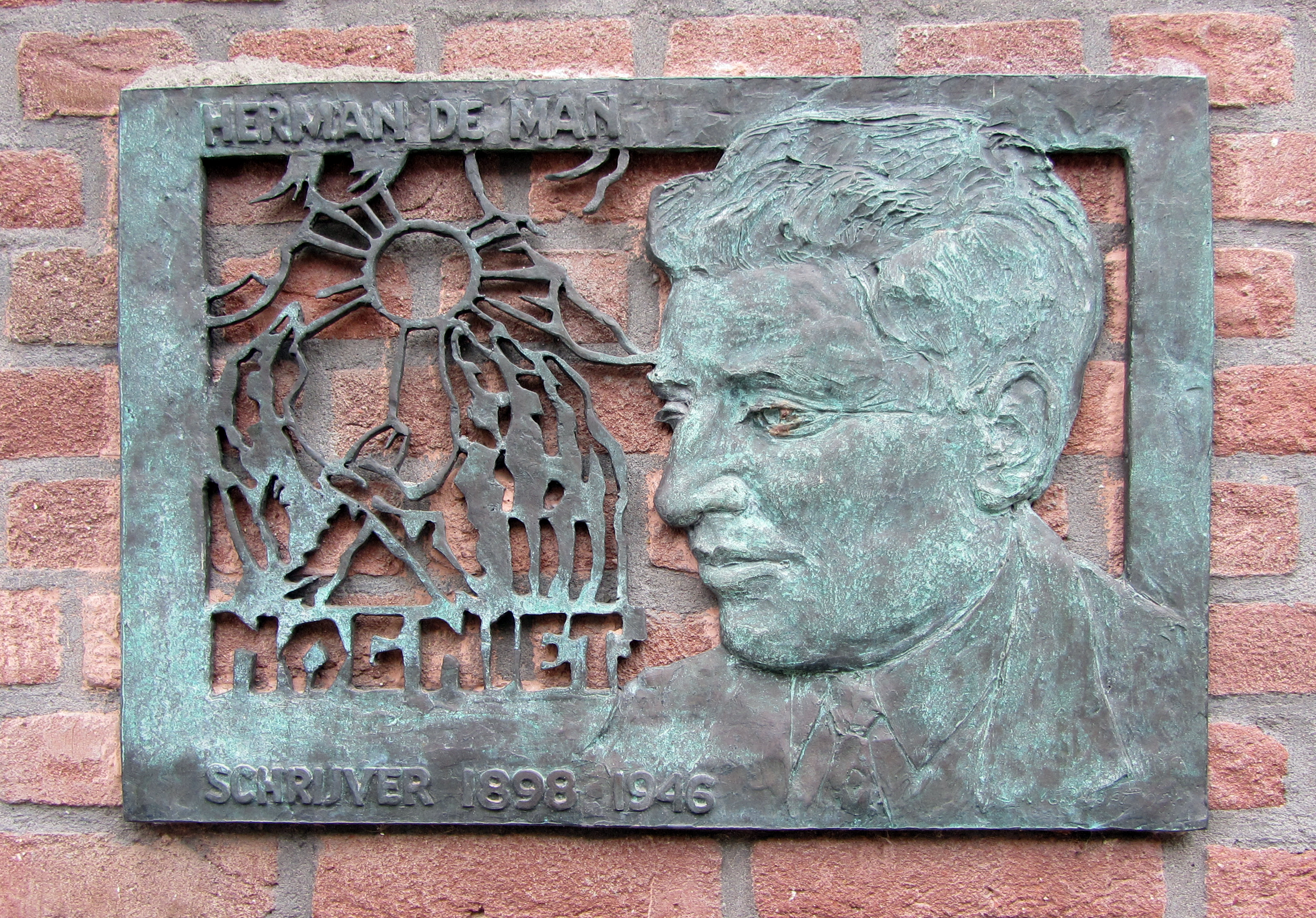
Herman de Man, reliëf uit 1998 van kunstenaar Jan Vermaat